# Карача-Єлгинська сільська рада
Карача́-Єлги́нська сільська рада (рос. Карача-Елгинский сельский совет) — муніципальне утворення у складі Кушнаренковського району Башкортостану, Росія. Адміністративний центр — село Карача-Єлга.

## Населення
Населення — 1282 особи (2019, 1517 в 2010, 1673 в 2002).

## Склад
До складу поселення входять такі населені пункти:
| Населений пункт         | Населення, осіб (2002) | Населення, осіб (2010) |
| ----------------------- | ---------------------- | ---------------------- |
| Ісланово, присілок      | 74                     | 56                     |
| Карача-Єлга, село       | 648                    | 600                    |
| Стара Муртаза, присілок | 138                    | 133                    |
| Толбази, присілок       | 403                    | 362                    |
| Чирша-Тартиш, село      | 410                    | 366                    |